# Henry Audley

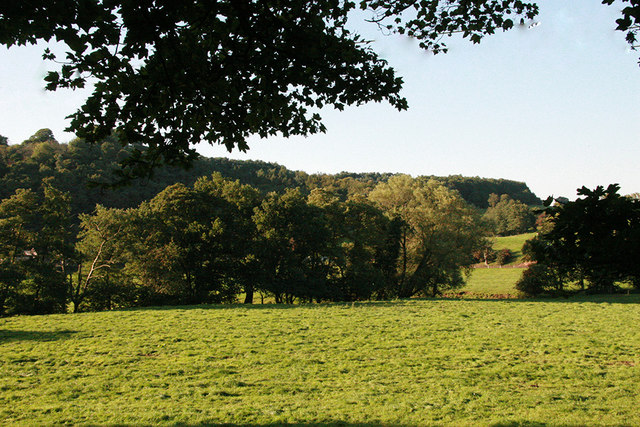
Von dem von Henry Audley erbauten Heighley Castle sind nur noch wenige Reste erhalten

Henry Audley (* um 1175; † 1246) (auch Henry of Aldithley) war ein englischer Adliger.

## Herkunft und Erbe
Henry Audley entstammte der vermutlich angelsächsischen Familie Audley. Er war der zweite Sohn von Adam de Audley († 1203). Zunächst erbte sein älterer Bruder Adam, der Hugh de Lacy, 1. Earl of Ulster als Constable diente, die Besitzungen seines Vaters, die Güter in Cheshire, Shropshire und Staffordshire umfassten. Auch Henry war vermutlich ein Gefolgsmann von Hugh de Lacy, denn er erhielt ebenfalls Besitzungen in Ulster. Sein Bruder starb 1211, und Henry wurde sein Erbe. Um diese Zeit wurde Hugh de Lacy gestürzt, und Audley wechselte in den Dienst von Ranulf de Blondeville, 4. Earl of Chester.

## Gefolgsmann des Earl of Chester und im Dienst der Krone
Während des Ersten Kriegs der Barone diente Audley weiter dem königstreuen Earl of Chester, der ihn mit Ländereien in Cheshire und Staffordshire belohnte. Als Stellvertreter von Earl Ranulf war Audley zwischen 1217 und 1220 Sheriff von Shropshire und Staffordshire. Im Auftrag des Königs verstärkte er 1220 Shrawardine Castle in Shropshire. 1226 diente er kurzzeitig als Verwalter des königlichen Carmarthen Castle, ehe er von 1227 bis 1232 erneut Sheriff von Shropshire und Staffordshire wurde. Dazu war er Constable von Shrewsbury und Bridgnorth Castle. 1230 nahm er gescheiterten Frankreichfeldzug von König Heinrich III. teil.·Als Constable von Shrewsbury verstärkte er noch Anfang 1234 die Besatzung von Shrewsbury Castle, konnte jedoch nicht verhindern, dass die Stadt während der Rebellion von Richard Marshal, 3. Earl of Pembroke von den Walisern niedergebrannt wurde. Nach dem Tod von Earl John of Chester 1237 war Audley im Auftrag des Königs einer der Verwalter der Pfalzgrafschaft Chester sowie Constable von Chester und Beeston Castle. Von 1241 bis 1242 verstärkte er Mold Castle.
Durch seine Ämter war Audley ab 1217 regelmäßig an zahlreichen Verhandlungen über Waffenstillstände, Grenzstreitigkeiten und Verletzungen von Waffenstillständen mit den walisischen Fürsten beteiligt. 1245 gehörte er noch dem Heer an, das das von den Walisern belagerte Dyserth Castle entsetzte.

## Aufstieg zum Marcher Lord
Audley gelang es, durch Geschenke und Zukäufe seine Besitzungen, vor allem in Shropshire und Staffordshire, zu erweitern. Durch seine Dienste für den König erreichte er in den Welsh Marches eine einflussreiche Position, die weit über seinen bescheidenen Grundbesitz hinausging. 1227 erhielt er vom König die Güter Edgmond und Newport sowie 1230 Ford in Shropshire, womit er selbst zum Marcher Lord und Kronvasall aufstieg. Anstelle der alten Motte in Audley baute er ab 1233 Heighley Castle als neuen Hauptsitz aus. Dazu erbaute er die Burg von Redcastle in Shropshire, wozu er 1237 die Genehmigung des Königs erhielt. 1219 stiftete er die Zisterzienserabtei Hulton in Staffordshire.
Er starb im Herbst 1246 und wurde in seiner Gründung Hulton Abbey beigesetzt.

## Nachkommen
1217 hatte Audley Bertred, eine Tochter des Richters Ralph Mainwaring aus Chester geheiratet. Mit ihr hatte Audley mindestens fünf Söhne und zwei Töchter, darunter:
- James Audley († 1272)
- Ralph Audley († 1240)
- Henry Audley
- Emma Audley ⚭ Gruffydd Maelor ap Madog, Lord of Powys
- Alice Audley ⚭ Peter de Montfort

Sein Erbe wurde sein Sohn James Audley. Die Besitzungen in Irland, vor allem die Herrschaft Dunleer in County Louth, vermachte er einem jüngeren Sohn, der vermutlich ebenfalls Henry hieß.